# 謝雅琳
謝雅琳 () 出生於台灣，曾任美國CNN駐倫敦總部的中文主播兼英文記者、編輯和製作人，曾得過兩次皮博迪獎。

## 簡歷
她於2000年正式加入位於亞特蘭大的有線電視新聞網(CNN)總部, 成為國際新聞編輯。她是2003年伊拉克戰爭 和2004年美國總統大選報道組的主力。
2006年12月她前往伊拉克首都巴格達採訪萨达姆·侯赛因的死刑。2008年12月她至希臘報導警方槍殺青少年所引發的學生暴動。
她曾得過兩次皮博迪獎。

## 官方網頁
CNN世界新聞精華（页面存档备份，存于）

## 相關網頁
- 謝雅琳的X（前Twitter）
- CNN.com（页面存档备份，存于）
- "In The Field" - Hear from CNN reporters across the globe（页面存档备份，存于）
- Facebook: CNN 世界新聞精華網頁
- CNNFAN.ORG